# Angusaurus
Angusaurus is een geslacht van uitgestorven trematosauride temnospondyle Batrachomorpha (basale 'amfibieën'") binnen de familie Trematosauridae.
In 1935 benoemde Koezmin een Trematosaurus weidenbaumi. De soortaanduiding eert de geoloog M. Weidenbaum die opgravingen uitvoerde bij Ples ofwel Pljos. Die soort werd in 1940 door Efremow ondergebracht bij Thoosuchus. Het holotype is PIN N 155/10, een snuit. 
In 1989 benoemde Getmanow een apart geslacht Angusaurus. Angusaurus weidenbaumi werd daarvan een soort. De typesoort is echter Angusaurus dentatus, 'de getande', gebaseerd op holotype PIN N 4196/1, een schedel. Tegelijkertijd werd een derde soort benoemd: Angusaurus succedaneus, 'de opvolgende', gebaseerd op PIN 2428/1, een fragmentarische schedel.
In 1990 benoemde Novikow een vierde soort: Angusaurus tsylmensis. De soortaanduiding verwijst naar de rivier de Tsilma. Het holotype is PIN 4333/6, een schedel.
De verschillende schedels zijn tot zo'n twintig centimeter lang. Ze hebben een driehoekig profiel met een spitse snuit. Een eigenaardigheid is dat de tandenrij tussen de choanae sterk gereduceerd is.
Angusaurus wordt meestal in de Trematosauridae geplaatst.